# Lijst van zoogdieren met Nederlandse namen - P
Dit is een lijst van zoogdieren met Nederlandse namen met als beginletter van hun wetenschappelijke naam een P.
| Wetenschappelijke naam          | Eerste keuze                           | Overige Nederlandse namen                                                | Commentaar                        |
| ------------------------------- | -------------------------------------- | ------------------------------------------------------------------------ | --------------------------------- |
| Pachyuromys duprasi             | Dikstaartgerbil                        | Vetstaartgerbil, Dikstaartmuis                                           |                                   |
| Pagophilus groenlandicus        | Zadelrob                               |                                                                          |                                   |
| Paguma larvata                  | Gemaskerde larvenroller                | Moesong, Gemaskerde palmroller, Witsnorpalmmarter, Gemaskerde palmmarter |                                   |
| Pan paniscus                    | Bonobo                                 | Dwergchimpansee                                                          |                                   |
| Pan troglodytes                 | Chimpansee                             |                                                                          |                                   |
| Panthera leo                    | Leeuw                                  |                                                                          |                                   |
| Panthera onca                   | Jaguar                                 |                                                                          |                                   |
| Panthera pardus                 | Luipaard                               | Panter                                                                   |                                   |
| Panthera tigris                 | Tijger                                 |                                                                          |                                   |
| Pantholops hodgsonii            | Tibetaanse antilope                    | Chiroe, Orongo                                                           |                                   |
| Papio anubis                    | Groene baviaan                         | Anubis, Anubisbaviaan                                                    |                                   |
| Papio cynocephalus              | Gele baviaan                           |                                                                          |                                   |
| Papio hamadryas                 | Mantelbaviaan                          | hamadryas, heilige baviaan                                               |                                   |
| Papio papio                     | Bruine baviaan                         | sfinxbaviaan                                                             |                                   |
| Papio ursinus                   | Beerbaviaan                            | Kaapse baviaan                                                           |                                   |
| Paracoelops megalotis           | Vietnamese bladneusvleermuis           |                                                                          |                                   |
| Paracrocidura graueri           | Grauers wimperspitsmuis                |                                                                          |                                   |
| Paracrocidura schoutedeni       | Schoutedenwimperspitsmuis              |                                                                          |                                   |
| Paracynictis selousi            | Grijze meerkat                         |                                                                          |                                   |
| Paradipus ctenodactylus         | Kamteenspringmuis                      |                                                                          |                                   |
| Paradoxurus hermaphroditus      | Loewak                                 | Palmmarter, Koffierat                                                    |                                   |
| Paradoxurus jerdoni             | Zuid-Indiase palmroller                |                                                                          |                                   |
| Paradoxurus zeylonensis         | Sri Lanka-palmroller                   |                                                                          |                                   |
| Paraechinus aethiopicus         | Abessijnse egel                        | Woestijnegel                                                             |                                   |
| Paraechinus hypomelas           | Egel van Brandt                        |                                                                          |                                   |
| Paraechinus micropus            | Indische egel                          |                                                                          |                                   |
| Parantechinus apicalis          | Gespikkelde buidelmuis                 |                                                                          |                                   |
| Paranyctimene raptor            | Kleine buisneusvleerhond               |                                                                          |                                   |
| Parascalops breweri             | Borstelmol                             |                                                                          |                                   |
| Paraxerus boehmi                | Böhmeekhoorn                           |                                                                          |                                   |
| Paraxerus palliatus             | Roodstaarteekhoorn                     |                                                                          |                                   |
| Pardofelis marmorata            | Marmerkat                              |                                                                          |                                   |
| Parotomys brantsii              | Brants' fluitrat                       |                                                                          |                                   |
| Pattonomys occasius             | Pantserstekelrat                       |                                                                          | Ook bekend als Makalata occasius. |
| Pecari tajacu                   | Halsbandpekari                         |                                                                          |                                   |
| Pecari maximus                  | Amazonereuzenpekari                    | Reuzenbospekari                                                          |                                   |
| Pectinator spekei               | Oost-Afrikaanse goendi                 | Spekekamvinger, Spekes goendi                                            |                                   |
| Pedetes capensis                | Springhaas                             |                                                                          |                                   |
| Pelea capreolus                 | Reebokantilope                         | Vaalribbok                                                               |                                   |
| Pentalagus furnessi             | Amamikonijn                            | Ryukyukonijn                                                             |                                   |
| Peponocephala electra           | Veeltandgriend                         | Witlipdolfijn, Witlipgriend                                              |                                   |
| Perameles eremiana              | Woestijnbuideldas                      |                                                                          |                                   |
| Perameles gunnii                | Tasmaanse buideldas                    |                                                                          |                                   |
| Perameles nasuta                | Spitsneusbuideldas                     |                                                                          |                                   |
| Perodicticus potto              | Potto                                  |                                                                          |                                   |
| Perognathus fasciatus           | Wyomingmuisgoffer                      |                                                                          |                                   |
| Perognathus flavus              | Zijdeharige muisgoffer                 |                                                                          |                                   |
| Perognathus parvus              | Kleine muisgoffer                      |                                                                          |                                   |
| Peromyscus leucopus             | Witvoetmuis                            | Witpootmuis                                                              |                                   |
| Peromyscus maniculatus          | Hertmuis                               |                                                                          |                                   |
| Peromyscus pseudocrinitus       | Pseudo-borstelwitvoetmuis              |                                                                          |                                   |
| Peromyscus slevini              | Slevins witvoetmuis                    |                                                                          |                                   |
| Peromyscus truei                | Pinjonmuis                             |                                                                          |                                   |
| Peroryctes raffrayana           | Grote buideldas                        |                                                                          |                                   |
| Petaurista elegans              | Grote vliegende eekhoorn               |                                                                          |                                   |
| Petaurista leucogenys           | Witkelige vliegende eekhoorn           |                                                                          |                                   |
| Petaurista petaurista           | Tagoean                                | Glinsterende vliegende eekhoorn                                          |                                   |
| Petauroides volans              | Reuzenkoeskoes                         | Grote suikereekhoorn                                                     |                                   |
| Petaurus australis              | Grote suikereekhoorn                   |                                                                          |                                   |
| Petaurus breviceps              | Suikereekhoorn                         |                                                                          |                                   |
| Petaurus norfolcensis           | Grijze suikereekhoorn                  |                                                                          |                                   |
| Petrodromus tetradactylus       | Viertenige olifantspitsmuis            | Vierteensengi                                                            |                                   |
| Petrogale brachyotis            | Kortoorrotskangoeroe                   |                                                                          |                                   |
| Petrogale concinna              | Dwergrotskangoeroe                     |                                                                          |                                   |
| Petrogale inornata              | Queenslandrotskangoeroe                |                                                                          |                                   |
| Petrogale penicillata           | Rotskangoeroe                          |                                                                          |                                   |
| Petrogale xanthopus             | Geelvoetkangoeroe                      |                                                                          |                                   |
| Petromus typicus                | Rotsrat                                | Dassierat                                                                |                                   |
| Petropseudes dahli              | Rotskoeskoes                           |                                                                          |                                   |
| Phacochoerus aethiopicus        | Woestijnknobbelzwijn                   |                                                                          |                                   |
| Phacochoerus africanus          | Knobbelzwijn                           | Wrattenzwijn, Manenzwijn                                                 |                                   |
| Phaenomys ferrugineus           | Rio de Janeiro-rijstrat                |                                                                          |                                   |
| Phalanger carmelitae            | Bergkoeskoes                           |                                                                          |                                   |
| Phalanger gymnotis              | Grondkoeskoes                          |                                                                          |                                   |
| Phalanger orientalis            | Witte koeskoes                         |                                                                          |                                   |
| Phaner furcifer                 | Vorkstreepmaki                         | Waloewie                                                                 |                                   |
| Pharotis imogene                | Nieuw-Guinese grootoorvleermuis        |                                                                          |                                   |
| Phascogale calura               | Kleine penseelstaartbuidelmuis         |                                                                          |                                   |
| Phascogale tapoatafa            | Tafa                                   |                                                                          |                                   |
| Phascolarctos cinereus          | Koala                                  | Buidelbeer                                                               |                                   |
| Philander mcilhennyi            | Zwarte vieroogbuidelrat                |                                                                          |                                   |
| Philander opossum               | Grijze vieroogbuidelrat                | Quica                                                                    |                                   |
| Philantomba maxwellii           | Maxwells duiker                        |                                                                          |                                   |
| Philantomba monticola           | Blauwe duiker                          | Dwergduiker                                                              |                                   |
| Phloeomys cumingi               | Bonte reuzenschorsrat                  |                                                                          |                                   |
| Phoca largha                    | Larghazeehond                          | Noord-Amerikaanse zeehond, Largha-zeehond, Pacifische zeehond            |                                   |
| Phoca vitulina                  | Gewone zeehond                         |                                                                          |                                   |
| Phocarctos hookeri              | Nieuw-Zeelandse zeeleeuw               |                                                                          |                                   |
| Phocoena dioptrica              | Brilbruinvis                           |                                                                          |                                   |
| Phocoena phocoena               | Bruinvis                               |                                                                          |                                   |
| Phocoena sinus                  | Californische bruinvis                 | Vaquita, Vaquitabruinvis, Pacifische bruinvis                            |                                   |
| Phocoena spinipinnis            | Bruinvis van Burmeister                |                                                                          |                                   |
| Phocoenoides dalli              | Dallbruinvis                           | Dalls bruinvis                                                           |                                   |
| Phodopus roborovskii            | Woestijndwerghamster                   | Roborowskidwerghamster                                                   |                                   |
| Phodopus sungorus               | Dzjoengaarse dwerghamster              |                                                                          |                                   |
| Phyllostomus discolor           | Bonte lansneusvleermuis                |                                                                          |                                   |
| Phyllostomus hastatus           | Grote lansneusvleermuis                |                                                                          |                                   |
| Physeter catodon                | Potvis                                 | Cachelot                                                                 |                                   |
| Piliocolobus badius             | West-Afrikaanse rode franjeaap         | Rode franjeaap, rode colobus, West-Afrikaanse rode colobus               |                                   |
| Piliocolobus gordonorum         | Uhehefranjeaap                         |                                                                          |                                   |
| Piliocolobus kirkii             | Zanzibarfranjeaap                      | Zwarthandfranjeaap, Kirks rode franjeaap                                 |                                   |
| Piliocolobus pennantii          | Pennants rode franjeaap                | Rode franjeaap, rode colobus                                             |                                   |
| Piliocolobus preussi            | Preuss' rode franjeaap                 |                                                                          |                                   |
| Piliocolobus rufomitratus       | Roodkopfranjeaap                       | Tanaroodkruincolobus                                                     |                                   |
| Piliocolobus tholloni           | Roodkroonfranjeaap                     | Thollons franjeaap, Tshuapafranjeaap                                     |                                   |
| Pipistrellus kuhlii             | Kuhls dwergvleermuis                   | witrandvleermuis                                                         |                                   |
| Pipistrellus maderensis         | Madeiradwergvleermuis                  |                                                                          |                                   |
| Pipistrellus nanulus            | Dwergvleermuis van Thomas              |                                                                          |                                   |
| Pipistrellus nathusii           | Ruige dwergvleermuis                   | Nathusius' dwergvleermuis                                                |                                   |
| Pipistrellus pipistrellus       | Dwergvleermuis                         | Gewone dwergvleermuis                                                    |                                   |
| Pipistrellus pygmaeus           | Kleine dwergvleermuis                  |                                                                          |                                   |
| Pithecia aequatorialis          | Equatoriale saki                       |                                                                          |                                   |
| Pithecia albicans               | Gele saki                              |                                                                          |                                   |
| Pithecia irrorata               | Kaalgezichtsaki                        |                                                                          |                                   |
| Pithecia monachus               | Monnikssaki                            | Zilverpluimstaartaap, Roodbaardsaki                                      |                                   |
| Pithecia pithecia               | Witkopsaki                             | Wanakal, Witgezichtsaki, Guyanasaki                                      |                                   |
| Plagiodontia aedium             | Zagoeti van Cuvier                     |                                                                          |                                   |
| Plagiodontia ipnaeum            | Zagoeti                                |                                                                          |                                   |
| Planigale ingrami               | Platkopbuidelmuis                      |                                                                          |                                   |
| Platacanthomys lasiurus         | Zuid-Indische stekelslaapmuis          |                                                                          |                                   |
| Platalina genovensium           | Borsteltongvleermuis                   |                                                                          |                                   |
| Platanista gangetica            | Gangesdolfijn                          |                                                                          |                                   |
| Platanista minor                | Indusdolfijn                           |                                                                          |                                   |
| Plecotus auritus                | Grootoorvleermuis                      | Gewone grootoorvleermuis, Bruine grootoorvleermuis                       |                                   |
| Plecotus austriacus             | Grijze grootoorvleermuis               | meridionale grootoorvleermuis                                            |                                   |
| Plecotus balensis               | Ethiopische grootoorvleermuis          |                                                                          |                                   |
| Plecotus christii               | Noordoost-Afrikaanse grootoorvleermuis |                                                                          |                                   |
| Plecotus macrobullaris          | Berggrootoorvleermuis                  |                                                                          |                                   |
| Plecotus sardus                 | Sardijnse grootoorvleermuis            |                                                                          |                                   |
| Plecotus taivanus               | Taiwanese grootoorvleermuis            |                                                                          |                                   |
| Podogymnura truei               | Filipijnse haaregel                    |                                                                          |                                   |
| Podomys floridanus              | Floridamuis                            |                                                                          |                                   |
| Poecilogale albinucha           | Witnekwezel                            | Gestreepte wezel                                                         |                                   |
| Poelagus marjorita              | Midden-Afrikaans konijn                | Centraal-Afrikaans konijn, Oegandagrashaas                               |                                   |
| Pogonomelomys bruijni           | Laaglandborstelmuis                    |                                                                          |                                   |
| Poiana richardsonii             | Afrikaanse linsang                     |                                                                          |                                   |
| Pongo abelii                    | Sumatraanse orang-oetan                | Sumatraanse orang-oetang                                                 |                                   |
| Pongo pygmaeus                  | Borneose orang-oetan                   | Borneo-orang-oetan(g)                                                    |                                   |
| Pontoporia blainvillei          | La Plata-dolfijn                       |                                                                          |                                   |
| Potamochoerus larvatus          | Boszwijn                               |                                                                          |                                   |
| Potamochoerus porcus            | Penseelzwijn                           | Rivierzwijn, Bosvarken, Boszwijn                                         |                                   |
| Potamogale velox                | Grote otterspitsmuis                   |                                                                          |                                   |
| Potorous gilbertii              | Gilberts potoroe                       | Potoroe                                                                  |                                   |
| Potorous longipes               | Grootpootpotoroe                       |                                                                          |                                   |
| Potorous platyops               | Breedkopkangoeroerat                   |                                                                          |                                   |
| Potorous tridactylus            | Langneuspotoroe                        |                                                                          |                                   |
| Potos flavus                    | Rolstaartbeer                          | Kinkajoe                                                                 |                                   |
| Praomys morio                   | Harlekijnbosmuis                       |                                                                          |                                   |
| Presbytis chrysomelas           | Goudkleurige langoer                   |                                                                          |                                   |
| Presbytis comata                | Soendalangoer                          | soerili loetong, Grijze langoer                                          |                                   |
| Presbytis femoralis             | Bandlangoer                            | gebandeerde langoer                                                      |                                   |
| Presbytis frontata              | Witvoorhoofdlangoer                    |                                                                          |                                   |
| Presbytis melalophos            | zwartkuiflangoer                       | Rode langoer, simpei, Mijterlangoer, simpai                              |                                   |
| Presbytis potenziani            | Mentawailangoer                        |                                                                          |                                   |
| Presbytis rubicunda             | Rode langoer                           | Kalakie, kalasie, kastanjebruine langoer                                 |                                   |
| Presbytis siamensis             | Bleekdijlangoer                        |                                                                          |                                   |
| Presbytis thomasi               | Thomaslangoer                          |                                                                          |                                   |
| Priodontes maximus              | Reuzengordeldier                       |                                                                          |                                   |
| Prionailurus bengalensis        | Bengaalse tijgerkat                    | Luipaardkat                                                              |                                   |
| Prionailurus iriomotensis       | Iriomotekat                            |                                                                          |                                   |
| Prionailurus planiceps          | Platkopkat                             |                                                                          |                                   |
| Prionailurus rubiginosus        | Roestkat                               | Roodbruin gevlekte kat                                                   |                                   |
| Prionailurus viverrinus         | Vissende kat                           | Viskat                                                                   |                                   |
| Prionodon linsang               | Gestreepte linsang                     | Linsang                                                                  |                                   |
| Prionodon pardicolor            | Gevlekte linsang                       | Linsang, Aziatische linsang                                              |                                   |
| Procapra gutturosa              | Mongoolse gazelle                      |                                                                          |                                   |
| Procapra picticaudata           | Tibetgazelle                           | Zeren, Goa                                                               |                                   |
| Procapra przewalskii            | Chinese steppegazelle                  |                                                                          |                                   |
| Procavia capensis               | Kaapse klipdas                         | Kaapse rotsklipdas, rotsklipdas                                          |                                   |
| Procolobus verus                | Groene franjeaap                       | Van Benedens franjeaap                                                   |                                   |
| Procyon cancrivorus             | Krabbenetende wasbeer                  |                                                                          |                                   |
| Procyon lotor                   | Wasbeer                                |                                                                          |                                   |
| Procyon pygmaeus                | Cozumelwasbeer                         |                                                                          |                                   |
| Proechimys guyannensis          | Cayennerat                             |                                                                          |                                   |
| Profelis aurata                 | Afrikaanse goudkat                     | Goudkat                                                                  |                                   |
| Prolemur simus                  | Breedsnuithalfmaki                     | Grote halfmaki, bandro                                                   |                                   |
| Prometheomys schaposchnikowi    | Prometheuswoelmuis                     |                                                                          |                                   |
| Pronolagus crassicaudatus       | Grote rode rotshaas                    | Natalkonijn, Natalse rotshaas                                            |                                   |
| Pronolagus randensis            | Jamesons rode rotshaas                 | Randkonijn                                                               |                                   |
| Pronolagus rupestris            | Smiths rotshaas                        | Rood konijn, Smiths rode rotshaas                                        |                                   |
| Propithecus diadema             | Diadeemsifaka                          |                                                                          |                                   |
| Propithecus tattersalli         | Goudkroonsifaka                        |                                                                          |                                   |
| Propithecus verreauxi           | Verreauxsifaka                         | Verreaux' sifaka                                                         |                                   |
| Proteles cristatus              | Aardwolf                               |                                                                          |                                   |
| Protoxerus aubinnii             | Aubinn-eekhoorn                        |                                                                          |                                   |
| Protoxerus stangeri             | Oliepalmeekhoorn                       |                                                                          |                                   |
| Przewalskium albirostris        | Witliphert                             | Thoroldshert                                                             |                                   |
| Pseudantechinus macdonnellensis | Vetstaartbuidelmuis                    |                                                                          |                                   |
| Pseudocheirus peregrinus        | Oostelijke koeskoes                    |                                                                          |                                   |
| Pseudochirops archeri           | Gestreepte koeskoes                    |                                                                          |                                   |
| Pseudohydromys murinus          | Oostelijke neusmuis                    |                                                                          |                                   |
| Pseudois nayaur                 | Blauwschaap                            | Bharal                                                                   |                                   |
| Pseudois schaeferi              | Sichuanbharal                          |                                                                          |                                   |
| Pseudomys fieldi                | Alice Springs-muis                     |                                                                          |                                   |
| Pseudomys glaucus               | Blauwgrijze muis                       |                                                                          |                                   |
| Pseudomys gouldii               | Goulds muis                            |                                                                          |                                   |
| Pseudomys hermannsburgensis     | Hermannsburgdwergmuis                  |                                                                          |                                   |
| Pseudopotto martini             | Martins valse potto                    |                                                                          |                                   |
| Pseudorca crassidens            | Zwarte zwaardwalvis                    | Kleine zwaardwalvis                                                      |                                   |
| Pseudoryx nghetinhensis         | Saola                                  | Vu Quangos                                                               |                                   |
| Pteralopex anceps               | Bougainvilleapenkopvleermuis           |                                                                          |                                   |
| Pteralopex atrata               | Punttandvleerhond                      |                                                                          |                                   |
| Pteralopex pulchra              | Bergapenkopvleermuis                   |                                                                          |                                   |
| Pteromys volans                 | Gewone vliegende eekhoorn              | Vliegende eekhoorn, Europese vliegende eekhoorn, ljoetaga                |                                   |
| Pteronotus davyi                | Kleine kaalrugvleermuis                |                                                                          |                                   |
| Pteronotus personatus           | Snorbaardvleermuis                     |                                                                          |                                   |
| Pteronura brasiliensis          | Reuzenotter                            |                                                                          |                                   |
| Pteropus alecto                 | Als P. a. goeldi: goudvleerhond        |                                                                          |                                   |
| Pteropus capistratus            | Halstervleerhond                       |                                                                          |                                   |
| Pteropus giganteus              | Vliegende vos                          | Indische reuzenkalong                                                    |                                   |
| Pteropus insularis              | Chuukvleerhond                         |                                                                          |                                   |
| Pteropus livingstonii           | Comorenvleerhond                       | Comorovleerhond                                                          |                                   |
| Pteropus lylei                  | Lyles vleerhond                        |                                                                          |                                   |
| Pteropus molossinus             | Pohnpeivleerhond                       |                                                                          |                                   |
| Pteropus niger                  | Zwarte vleerhond                       |                                                                          |                                   |
| Pteropus poliocephalus          | Grijskopvleerhond                      |                                                                          |                                   |
| Pteropus pselaphon              | Boninvleerhond                         |                                                                          |                                   |
| Pteropus rodricensis            | Rodriguesvleerhond                     |                                                                          |                                   |
| Pteropus rufus                  | Rode vleerhond                         |                                                                          |                                   |
| Pteropus tonganus               | Tongavleerhond                         |                                                                          |                                   |
| Pteropus vampyrus               | Kalong                                 |                                                                          |                                   |
| Pteropus voeltzkowi             | Pembavleerhond                         |                                                                          |                                   |
| Ptilocercus lowii               | Vederstaarttoepaja                     | Maleise vederstaarttoepaja                                               |                                   |
| Pudu mephistophiles             | Noordelijke poedoe                     | Ecuadorpoedoe                                                            |                                   |
| Pudu puda                       | Zuidelijke poedoe                      | Chileense poedoe                                                         |                                   |
| Puma concolor                   | Poema                                  | Puma, Cougar, Bergleeuw, Zilverleeuw                                     |                                   |
| Punomys lemminus                | Punamuis                               |                                                                          |                                   |
| Pusa caspica                    | Kaspische zeehond                      |                                                                          |                                   |
| Pusa hispida                    | Kleine zeehond                         | Kleine zeerob, Ringelrob, Stinkrob                                       |                                   |
| Pusa sibirica                   | Baikalrob                              |                                                                          |                                   |
| Pygathrix cinerea               | Grijsscheendoek                        |                                                                          |                                   |
| Pygathrix nemaeus               | roodscheendoek                         | Doek, stompneusaap                                                       |                                   |
| Pygathrix nigripes              | Zwartscheendoek                        | zwartvoetdoek                                                            |                                   |

A · 
B ·
C ·
D ·
E ·
F ·
G ·
H ·
I ·
J ·
K ·
L ·
M ·
N ·
O ·
P ·
R ·
S ·
T ·
U ·
V ·
W ·
X ·
Z